# 론타라 문자
론타라 문자는 인도네시아 술라웨시섬 남부 지역의 언어인 부기어, 마카사르어, 만다르어를 표기하는 데 쓰이는 문자이다. 부기어를 표기하는 데 가장 많이 쓰였기 때문에 부기 문자라고도 한다. 네덜란드의 인도네시아 식민 지배 시기에 론타라 문자는 대부분 로마자로 대체되었지만 오늘날에도 어느 정도 쓰이고 있다. 론타라라는 이름은 야자나무의 일종을 가리키는 말레이어 단어 ‘lontar 론타르[*]’에서 나왔는데, 전통적으로 이 야자나무의 이파리에 론타라 문자로 글을 쓴 데서 비롯했다. 부기어로 론타라 문자는 ‘네모난 글자’라는 뜻의 ‘urupu sulapa eppa’라 부르며 이는 불, 물, 공기, 흙이라는 4원소가 우주를 구성한다는 부기족과 마카사르족의 세계관에 바탕을 둔 이름이다.

## 역사

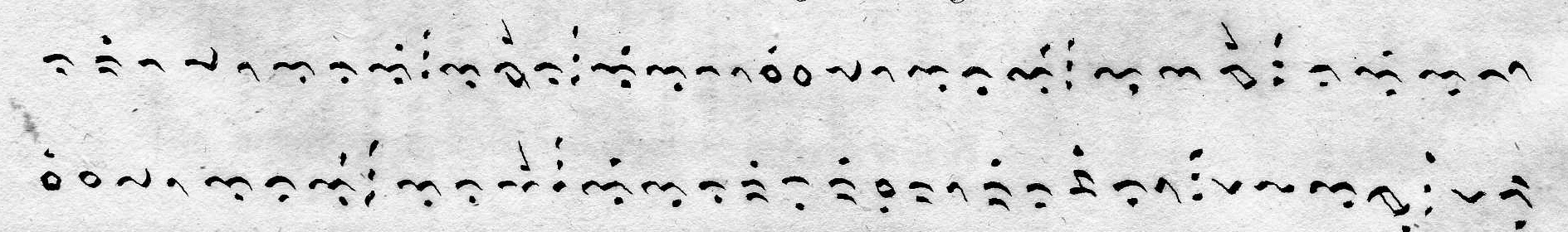
론타라 문자로 쓴 글

론타라 문자는 동남아시아 해양에서 기원후 800년쯤부터 쓰였던 카위 문자의 후손이다. 론타라 문자가 카위 문자에서 직접 나왔는지 아니면 카위 문자의 다른 후손에서 나왔는지는 확실하지 않다. 글자의 모양이 비슷하다는 근거로 론타라 문자가 르장 문자를 모방해 만들어졌다는 가설도 있다. 그러나 론타라 문자의 몇몇 글자는 후대에 뒤늦게 만들어진 것이기 때문에 그 근거는 잘못된 것일 수도 있다.
론타라라는 이름은 론타라 문자로 기록된 부기족의 역사와 족보 같은 문헌들을 가리키기도 한다. 수레 갈리고(Sure’ Galigo) 창조 신화 등이 그 예이다. 역사적으로 론타라 문자는 그뿐만 아니라 계약서, 무역법, 조약, 지도, 일기장 등 다양한 문서를 적는 데 쓰였다. 이런 문서들은 현대의 책과 비슷한 형태로 만들어지기도 했지만 전통적인 야자잎 문서로 만들어지기도 한다. 이런 형태의 문서도 론타라라고 부른다. 론타라 문서는 길고 가느다란 론타르 잎 조각을 나무 막대에 테이프 레코더처럼 둘둘 말아서 만든다. 론타르 띠를 왼쪽에서 오른쪽으로 풀어 글을 읽을 수 있다.
로마자가 론타라 문자의 쓰임을 대부분 대체하기는 했지만 오늘날에도 부기족과 마카사르족은 어느 정도 론타라 문자를 사용한다. 부기스족의 경우 론타라 문자를 쓰는 곳은 결혼식과 같은 전통 예식이 전부이다. 부기어 전통 문학을 펴내는 데도 론타라 문자가 많이 쓰인다. 마카사르족은 편지나 쪽지 등 개인적인 글을 남기는 데에도 론타라 문자를 사용한다. 론타라 문자에 숙달된 사람들은 ‘쓰기 전문가’라는 뜻인 ‘palontara'’라고 불린다.

## 사용

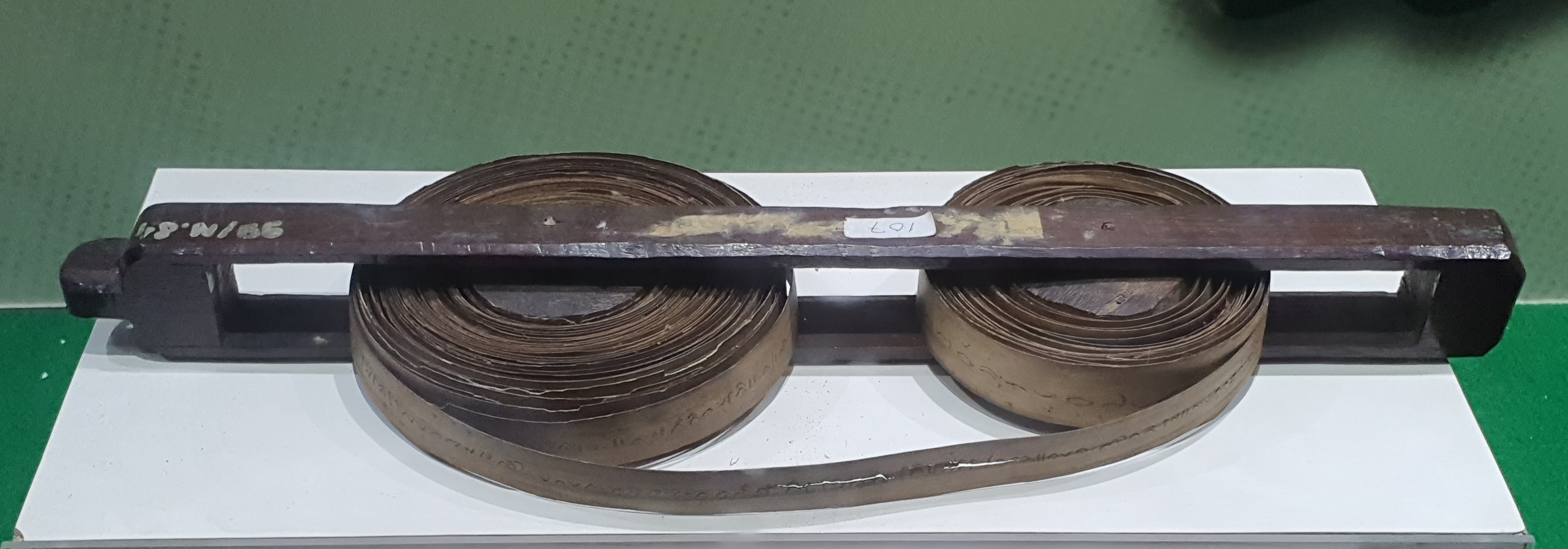
테이프 레코더 모양의 론타라 두루마리. 마카사르 로테르담 요새 라 갈리고 박물관.

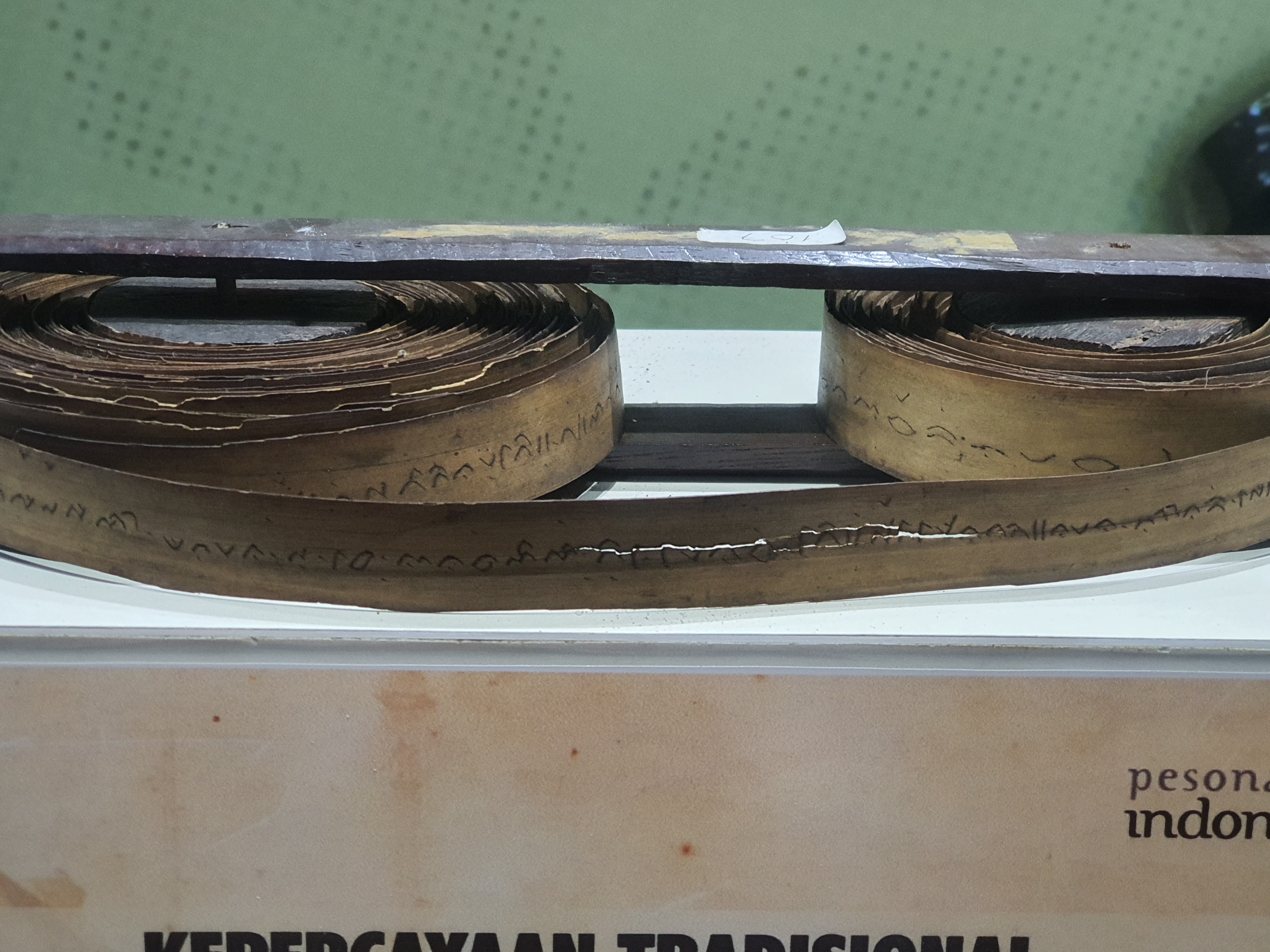
론타라 두루마리의 글자 부분

론타라 문자는 23개의 자음글자가 있는 아부기다이다. 다른 브라흐미계 문자처럼 론타라 문자의 자음 글자는 기본적으로 모음 /a/를 포함하고 있으며, 기본 자음 글자에 구별 부호를 붙여서 나머지 모음 /i/, /u/, /e/, /ə/, /o/를 나타낸다. 그러나 론타라 문자에는 모음 삭제 부호인 비라마 또는 음절을 자음으로 끝맺는 다른 부호가 없다. 부기어에 나타나는 성문음 /ʔ/, 음절말 비음 /ŋ/, 자음의 길이는 표기되지 않는다. 따라서 원어민에게조차 중의성이 클 수 있다. 예를 들어 ‘ᨔᨑ’는 sara(슬픔), sara'(규칙), 또는 sarang(둥지)를 의미할 수 있다.
부기족 사람들은 론타라 문자의 이런 불완전함을 이용해 Basa to Bakke'(바케 사람들의 언어)라 불리는 언어 유희와 Elong maliung bəttuanna(깊은 뜻이 있는 노래)라는 이름의 수수께끼를 즐긴다. Basa to Bakke'는 동음이의어를 활용한 말장난처럼 철자가 같지만 의미가 다른 단어들을 이용해 숨겨진 뜻을 지닌 문구를 만드는 놀이이다. 비슷하게 Elong maliung bettuanna는 언뜻 보기에 의미가 없어 보이는 시를 읽고 올바른 발음을 알아내어 해석하는 수수께끼이다.
론타라 문자는 왼쪽에서 오른쪽으로 쓰지만 우경식 서법으로 쓰기도 한다. 우경식 서법은 하루에 한 장씩 적는 옛 부기어 일기장에서 많이 나타난다. 글을 쓰던 사람이 하루치 종이를 다 쓰면 여백을 따라 수직으로 글을 쓰기 시작해 공간이 꽉 찰 때까지 지그재그로 글을 써 나갔다.

## 글자

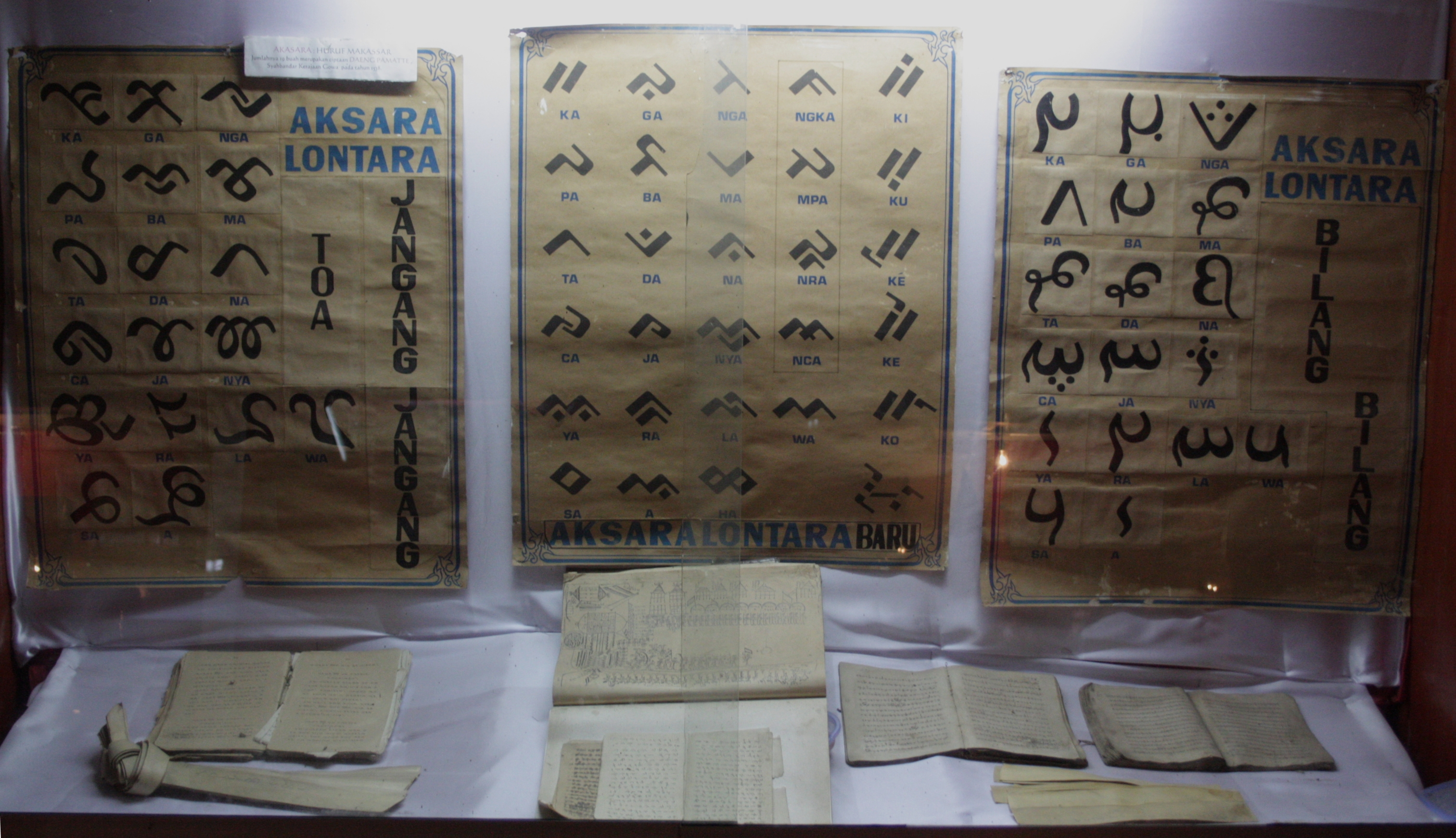
마카사르 문자(왼쪽), 론타라 문자(가운데), 빌랑빌랑 문자(오른쪽)을 비교한 박물관 전시물. 고와 숭구미나사에 위치한 발라 롬포아 박물관

현대 론타라 문자는 다른 브라흐미계 문자에 비해 눈에 띄게 각진 모양을 하고 있다. 론타라 문자에는 띄어쓰기가 없다.

### 자음
| ka   | ga   | nga  | ngka  | pa   | ba   | ma   | mpa   | ta   | da   | na   | nra   |
| /ka/ | /ga/ | /ŋa/ | /ŋka/ | /pa/ | /ba/ | /ma/ | /mpa/ | /ta/ | /da/ | /na/ | /nra/ |
|      |      |      |       |      |      |      |       |      |      |      |       |
| ᨀ    | ᨁ    | ᨂ    | ᨃ     | ᨄ    | ᨅ    | ᨆ    | ᨇ     | ᨈ    | ᨉ    | ᨊ    | ᨋ     |
| ca   | ja   | nya  | nca   | ya   | ra   | la   | wa    | sa   | a    | ha   |       |
| /ca/ | /ɟa/ | /ɲa/ | /ɲca/ | /ja/ | /ra/ | /la/ | /wa/  | /sa/ | /a/  | /ha/ |       |
|      |      |      |       |      |      |      |       |      |      |      |       |
| ᨌ    | ᨍ    | ᨎ    | ᨏ     | ᨐ    | ᨑ    | ᨒ    | ᨓ     | ᨔ    | ᨕ    | ᨖ    |       |

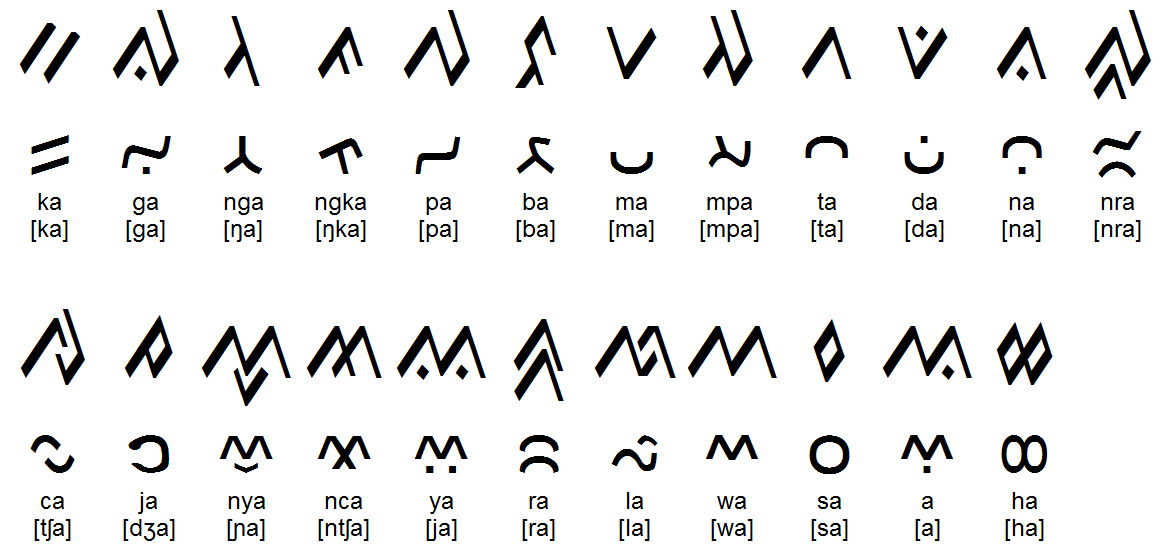
론타라 문자 자음. Code2000 및 Saweri 트루타입 글꼴.

앞서 말했듯이 론타라 문자에는 모음 삭제 부호인 비라마 또는 음절을 자음으로 끝맺는 다른 부호가 없다. 부기어에 나타나는 성문음 /ʔ/, 음절말 비음 /ŋ/, 자음의 길이는 표기되지 않는다. (어두에 성문음 /ʔ/가 오는 경우 자음이 없음을 나타내는 글자인 ‘a’를 사용한다.)
그러나 부기어에 자주 나타나는 비음-파열음 연쇄는 별개의 자음 글자로 나타낸다. ‘ngka’, ‘mpa’, ‘nra’, ‘nca’가 그것이다. (‘nca’는 사실 ‘nyca’(/ɲca/)를 뜻한다.) 이 글자들은 마카사르어에서는 쓰이지 않는다. 글자 ‘ha’는 아랍어의 영향으로 성문 마찰음 /h/를 나타내기 위해 새로 생겨난 글자이다.

### 모음
모음 부호(ana' surə')는 자음 글자의 기본 모음을 바꾸는 데 쓰인다. 모음 부호는 5개가 있고 그 중 /ə/는 마카사르어에서는 쓰이지 않는다. (마카사르어에는 /ə/가 별개의 음소로 존재하지 않는다.) 모음부호는 그 모양에 따라 ‘점’(tətti’)과 ‘액센트’(kəccə’)로 나눌 수 있다.
| —   | Tətti’ riasə’ | Tətti’ riawa | kəccə’ riolo | kəccə’ riasə’ | kəccə’ rimunri |
| /a/ | /i/           | /u/          | /e/          | /ə/           | /o/            |
|     |               |              |              |               |                |
|     |               |              |              |               |                |

### 기타 부호
최근의 론타라 글꼴은 외국어를 표기하거나 중의성을 해소하려는 목적으로 모음 삭제 부호(비라마), 모음 비음화 부호(아누스바라), 음절말 성문 파열음 또는 장자음을 표시하는 부호를 포함하는 경우가 많다. 이 부호들은 전통 론타라 문자에 존재하지 않으며 유니코드에도 들어가 있지 않지만 부기어 전문가들 사이에서 널리 쓰이게 되었다.
| 비라마 | 아누스바라 | 성문음 |
|        |            |        |

### 문장 부호
| 팔라와 | 문단 끝 |
|        |         |

팔라와는 박자·억양 단위를 구분하는 문장 부호로서, 로마자의 쉼표와 마침표에 대응하는 역할을 한다. 팔라와는 단어의 중첩이나 어근을 표시하는 데 쓰이기도 한다.

## 같이 보기
- 부기어
- 만다르어
- 패엽

## 참고 문헌
- Campbell, George L. (1991). 《Compendium of the World's Languages》. Routledge. 267–273쪽.
- Daniels, Peter T.; Bright, William (1996). 《The World's Writing Systems》. Oxford University Press. 474, 480쪽.
- Dalby, Andrew (1998). 《Dictionary of Languages: The Definitive Reference to More Than 400 Languages》. Columbia University Press. 99–100, 384쪽.
- Sirk, Ü; Shkarban, Lina Ivanovna (1983). 《The Buginese Language》. USSR Academy of Sciences, Institute of Oriental Studies: Nauka Publishing House, Central Department of Oriental Literature. 24–26, 111–112쪽.